# AG-64 (Spanje)

De AG-64

De AG-64 of Autovía Ferrol-Villalba  (Galicisch: Autovía Ferrol-Vilalba ) is een autovía in Galicië en verbindt Ferrol met Vilalba (A-8) over een afstand van 55 kilometer. Het laatste deel van de snelweg werd opengesteld in 2010.